# 夏の惑星
『夏の惑星』（なつのわくせい）は、T-SQUARE19枚目のアルバム。
1994年4月21日にリリース。

## 解説
スクェア19枚目のアルバム。全8曲入。
夏をテーマに制作され、初期から『R・E・S・O・R・T』の頃に近い爽快感のある内容になっている。
3曲目「夏の蜃気楼」イントロ部のコーラスはサックス奏者の本田雅人による。本田のワークは山下達郎に影響されたものである。
4曲目「NO MORE TEARS」は和泉宏隆に作曲法を師事した則竹裕之による初作曲。
6曲目「BAD MOON」は本田が得意とするテクニカルナンバーで、演奏者全員に16分刻みの正確なビート感を終始要求し、さらにポリリズムと転調を多用するなど、「MEGALITH」と並び、スクェア史上最も難曲とされる1曲。本田は本曲に先駆け、より難度の高い姉妹曲「Good Moon」を前々作『IMPRESSIVE』のため作曲したが、こちらはあまりにも難しすぎると採用されず、発表は2000年発表のソロアルバム『Real-Fusion』まで持ち越される。本田は「MEGALITH」「BAD MOON」を気に入り、退団後も様々なリーダーバンドで演奏している。
8曲目「SWEET SORROW」は高い評価を得ており、最近からは多くの女性が睡眠時に使うことが多くなっている。NHKFMでも活用することがある。
「BAD MOON」と「SWEET SORROW」はTVQ九州放送のオープニング、クロージングのBGMに採用。

## 収録曲
1. 夜明けのビーナス - 安藤まさひろ作曲
2. COPACABANA - 安藤まさひろ作曲
3. 夏の蜃気楼 - 本田雅人作曲
4. NO MORE TEARS - 則竹裕之作曲
5. SEASON - 安藤まさひろ作曲
6. BAD MOON - 本田雅人作曲
7. SENTIMENTAL REASON - 安藤まさひろ作曲
8. SWEET SORROW - 和泉宏隆作曲

ブラス編曲は本田雅人、ストリングス編曲は奥慶一。

## ミュージシャン
- T-SQUARE
  - 安藤まさひろ - Electric Guitar, Acoustic Guitar and Computer Programming
  - 和泉宏隆 - Piano, Keyboards and Synthesizer Programming
  - 則竹裕之 - Drums, Percussion and Computer Programming
  - 須藤満 - 5Strings and 6Strings Fretless Bass
  - 本田雅人 - All Woodwinds and Brass Instruments, Ewi, Voice, Keyboards and Computer Programming
- Additional Musicians
  - 荒木敏男 - Trumpet（#3, #6）
  - 小林正弘 - Trumpet（#3）
  - 山本拓夫 - Tenor Saxophone（#6）
  - 村田陽一 - Trombone and Bass Trombone（#3）
  - 篠崎正嗣グループ - Strings（#2, #8）

## チャート成績
- 日本ゴールドディスク大賞 第9回(1994年度) アルバム賞･ジャズ部門(邦楽)[1]